# Atletica leggera ai Giochi della XIX Olimpiade - Lancio del disco femminile
Il lancio del disco ha fatto parte del programma femminile di atletica leggera ai Giochi della XIX Olimpiade. La competizione si è svolta il 18 ottobre 1968 allo Stadio Olimpico Universitario di Città del Messico.

## L'eccellenza mondiale
| Camp.ssa olimpica 1964 | 57,27      | Tamara Press        | Rit. 1966 |
| Camp.ssa europea 1966  | 57,76      | Christine Spielberg | Presente  |
| Primatista mondiale    | 62,54 1968 | Liesel Westermann   | Presente  |
| Vincitrice Trials USA  | 53,34      | Olga Connolly       | Presente  |

## Risultati

### Turno eliminatorio
Solo 16 atlete sono iscritte. Si procede direttamente alla finale.

### Finale
In una gara in cui non c'è una vera favorita spunta la trentaseienne romena Manoliu che sorprende le avversarie al primo turno con 58,28, nuovo record olimpico. Poco dopo comincia a piovere e nessuna delle altre riesce a fare meglio. L'atleta rumena sente il riacutizzarsi del dolore ad un gomito per un infortunio e quindi deve fare affidamento sul suo lancio iniziale.

Olga Connolly, vincitrice dei Trials USA, è sesta con 52,96. Dietro di lei la campionessa europea Christine Spielberg, settima con 52,86.
| Pos.    | Atleta                | Età | Nazione          | Prove | Prove | Prove | Prove                           | Prove                           | Prove                           | Misura | Note            |
| Pos.    | Atleta                | Età | Nazione          | 1°    | 2°    | 3°    | 4°                              | 5°                              | 6°                              | Misura | Note            |
| ------- | --------------------- | --- | ---------------- | ----- | ----- | ----- | ------------------------------- | ------------------------------- | ------------------------------- | ------ | --------------- |
| Oro     | Lia Manoliu           | 36  | Romania          | 58,28 | n     | -     | n                               | 46,82                           | n                               | 58,28  | Record olimpico |
| Argento | Liesel Westermann     | 23  | Germania Ovest   | 54,02 | 57,76 | n     | 55,78                           | n                               | n                               | 57,76  |                 |
| Bronzo  | Jolán Kleiber-Kontsek | 29  | Ungheria         | 54,90 | 54,24 | n     | n                               | n                               | n                               | 54,90  |                 |
| 4       | Anita Hentschel       | 25  | Germania Est     | 54,40 | 54,10 | 53,88 | n                               | 51,16                           | 52,34                           | 54,40  |                 |
| 5       | Antonina Popova       | 33  | Unione Sovietica | 53,42 | 53,12 | 51,40 | 52,60                           | 52,86                           | n                               | 53,42  |                 |
| 6       | Olga Fikotová         | 35  | Stati Uniti      | n     | 52,96 | 50,74 | n                               | n                               | 50,40                           | 52,96  |                 |
| 7       | Christa Spielberg     | 26  | Germania Est     | 52,86 | n     | 52,86 | n                               | 52,62                           | 49,80                           | 52,86  |                 |
| 8       | Brigitte Berendonk    | 26  | Germania Ovest   | 52,80 | 49,66 | 46,90 | n                               | n                               | 50,46                           | 52,80  |                 |
| 9       | Lyudmila Muravyova    | 27  | Unione Sovietica | 51,80 | 52,26 | 50,20 | Non qualificate ai lanci finali | Non qualificate ai lanci finali | Non qualificate ai lanci finali | 52,26  |                 |
| 10      | Karin Illgen          | 27  | Germania Est     | 50,40 | n     | 52,18 | Non qualificate ai lanci finali | Non qualificate ai lanci finali | Non qualificate ai lanci finali | 52,18  |                 |
| 11      | Judit Stugner         | 26  | Ungheria         | 42,12 | 51,38 | 52,08 | Non qualificate ai lanci finali | Non qualificate ai lanci finali | Non qualificate ai lanci finali | 52,08  |                 |
| 12      | Dashzevgiin Namjilmaa | 24  | Mongolia         | 50,76 | n     | 49,00 | Non qualificate ai lanci finali | Non qualificate ai lanci finali | Non qualificate ai lanci finali | 50,76  |                 |
| 13      | Olimpia Cataramă      | 27  | Romania          | n     | 47,50 | 50,20 | Non qualificate ai lanci finali | Non qualificate ai lanci finali | Non qualificate ai lanci finali | 50,20  |                 |
| 14      | Carol Moseke          | 23  | Stati Uniti      | 48,28 | 44,78 | 44,04 | Non qualificate ai lanci finali | Non qualificate ai lanci finali | Non qualificate ai lanci finali | 48,28  |                 |
| 15      | Josephine de la Viña  | 22  | Filippine        | 46,56 | 43,96 | 43.52 | Non qualificate ai lanci finali | Non qualificate ai lanci finali | Non qualificate ai lanci finali | 46,56  |                 |
| 16      | Jean Roberts          | 25  | Australia        | 36,58 | 46,26 | n     | Non qualificate ai lanci finali | Non qualificate ai lanci finali | Non qualificate ai lanci finali | 46,26  |                 |